# NGC 3612
NGC 3612 is een spiraalvormig sterrenstelsel in het sterrenbeeld Leeuw. Het hemelobject werd op 16 maart 1869 ontdekt door de Russische astronoom Otto Wilhelm von Struve.

## Synoniemen
- UGC 6321
- MCG 5-27-51
- ZWG 156.56
- PGC 34546